# Schuurmansiella angustifolia
Schuurmansiella es un género monotípico de plantas fanerógamas que pertenecen a la familia Ochnaceae.  Su única especie Schuurmansiella angustifolia, es originaria de Malasia.

## Taxonomía
Schuurmansiella angustifolia fue descrita por (Hook.f.) Hallier f.   y publicado en Recueil des Travaux Botaniques Néerlandais 10: 344. 1913.
Sinonimia
- Schuurmansia angustifolia Hook. f.[3]